# Eleição presidencial da França em 1995
A sétima eleição presidencial da Quinta República ocorreu na França, entre 23 de abril e 7 de maio de 1995, com vistas a escolher o novo presidente da França, na sucessão de François Mitterrand, impossibilitado de concorrer a um terceiro mandato. Os três principais candidatos dessa eleição foram Jacques Chirac (RPR), Lionel Jospin (PS) e o primeiro-ministro Édouard Balladur (dissidente do RPR, apoiado pela agremiação centrista UDF). Os três encontravam-se próximos nas sondagens de intenção de voto às vésperas do primeiro turno. A segundo turno concorreram Chirac e Jospin, sendo que o primeiro sagrou-se vitorioso com 52, 64% dos votos válidos.
| Candidato               | Candidato               | Partido                 | 1ª Volta   | 1ª Volta | 2ª Volta   | 2ª Volta |  |
| Candidato               | Candidato               | Partido                 | Votos      | %        | Votos      | %        |  |
| ----------------------- | ----------------------- | ----------------------- | ---------- | -------- | ---------- | -------- |  |
|                         | Lionel Jospin           | PS                      | 7 097 786  | 23,30%   | 14 180 644 | 47,36%   |  |
|                         | Jacques Chirac          | RPR                     | 6 348 375  | 20,84%   | 15 763 027 | 52,64%   |  |
|                         | Édouard Balladur        | RPR, apoiado por UDF    | 5 658 796  | 18,58%   |            |          |  |
|                         | Jean-Marie Le Pen       | FN                      | 4 570 838  | 15,00%   |            |          |  |
|                         | Robert Hue              | PCF                     | 2 632 460  | 8,64%    |            |          |  |
|                         | Arlette Laguiller       | LO                      | 1 615 552  | 5,30%    |            |          |  |
|                         | Philippe de Villiers    | MPF                     | 1 443 186  | 4,74%    |            |          |  |
|                         | Dominique Voynet        | LV                      | 1 010 681  | 3,32%    |            |          |  |
|                         | Jacques Cheminade       | POE                     | 84 959     | 0,28%    |            |          |  |
|                         |                         |                         |            |          |            |          |  |
| Votos Inválidos         | Votos Inválidos         | Votos Inválidos         | 883 161    | 2,82%    | 1 902 148  | 5,97%    |  |
| Votos Válidos           | Votos Válidos           | Votos Válidos           | 30 462 633 | 97,18%   | 29 943 671 | 94,03%   |  |
| Total                   | Total                   | Total                   | 31 345 794 | 100,00%  | 31 845 819 | 100,00%  |  |
|                         |                         |                         |            |          |            |          |  |
| Eleitorado/Participação | Eleitorado/Participação | Eleitorado/Participação | 39 992 912 | 78,38%   | 39 976 944 | 79,66%   |  |